# Boca do Monte
Boca do Monte é um bairro do distrito homônimo, no município de Santa Maria. Localiza-se no oeste da cidade.
O bairro Boca do Monte possui uma área de 307,44 km² que equivale a 100% do distrito da Boca do Monte que é de 307,44 km² e  17,16% do município de Santa Maria que é de 1791,65 km².

## História
O bairro surgiu automaticamente quando da criação do distrito da Boca do Monte, porém sua povoação remonta para o século 18. No século XVIII há registros de ter existido, no mesmo local onde hoje há a Vila Boca do Monte, um posto missioneiro chamado posto de São Lucas; Tendo esse fato ocorrido antes de 1797, ano este que marca a origem de um povoamento onde hoje se assenta o Centro e/ou área central de Santa Maria.
Na unidade residencial Canabarro havia um "bolicho de campanha" do Sr. Dilceu Cassanego que revendia produtos não apenas do município, mas também de várias outras cidades como Santa Cruz do Sul, Candelária e Porto Alegre. Antes da construção da BR-287 todo o tráfego para a região da fronteira do estado passava por Canabarro e houve época em que 28 ônibus diários passavam pelo local, onde também passava a ferrovia por uma elevação, onde eram necessárias duas locomotivas para vencer o trecho, o que fazia com que várias locomotivas ficassem sediadas na estação local - a unica do atual bairro Boca do Mote -, a qual era movimentada, principalmente o setor de cargas. Com a construção da BR-287, ainda no bairro, o movimento de veículos naturalmente passou para esta principal, inclusive as linhas de ônibus.

## Demografia

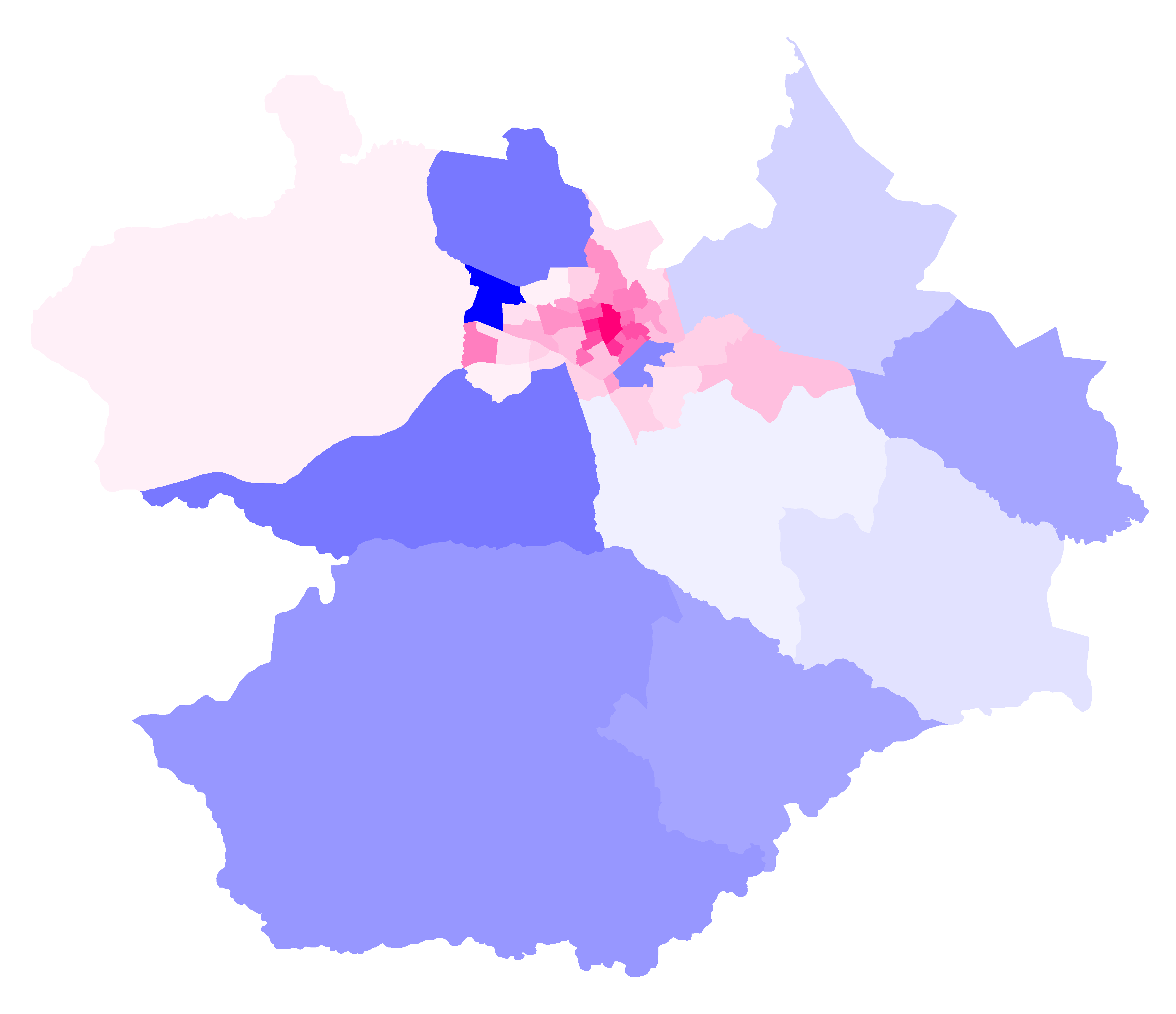
Mapa do município de Santa Maria com as divisões em bairros. Em escalas de azul os bairros com predominância masculina e em escalas de rosa os bairros com predominância feminina.

Segundo o censo demográfico de 2010, Boca do Monte é, dentre os 50 bairros oficiais de Santa Maria:
- O único bairro do distrito da Boca do Monte.
- O 30º bairro mais populoso.
- O 2º bairro em extensão territorial.
- O 45º bairro mais povoado (população/área).
- O 4º bairro em percentual de população na terceira idade (com 60 anos ou mais).
- O 41º bairro em percentual de população na idade adulta (entre 18 e 59 anos).
- O 36º bairro em percentual de população na menoridade (com menos de 18 anos).
- Um dos 39 bairros com predominância de população feminina.
- Um dos 20 bairros que registraram moradores com 100 anos ou mais, com um total de 1 habitante feminino.

Distribuição populacional do bairro
1. Total: 2941 (100%)
  1. Urbana: 1021 (34,72%)
  2. Rural: 1920 (65,28%)
2. Homens: 1465 (49,81%)
  1. Urbana: 490 (33,45%)
  2. Rural: 975 (66,55%)
3. Mulheres: 1476 (50,19%)
  1. Urbana: 531 (35,98%)
  2. Rural: 945 (64,02%)

## Infraestrutura
Meio ambiente
- Situa-se no bairro o Criadouro Conservacionista São Brás: Devidamente registrado junto ao IBAMA teve sua fundação em 1995. Está instalado em uma área de 26 hectares cedida gentilmente pelo empresário Ari Glock na unidade residencial Passo dos Ferreiros. Empreendimento com 78 recintos (176 espécies e 700 animais selvagens).[4]